# Abdoulaye Touré (homme politique)
Pour les articles homonymes, voir Abdoulaye Touré et Touré.
Abdoulaye Touré, né en 1920 à Kankan et mort en juillet 1985 à Kindia, est un homme politique de la première république guinéenne.
Il a été arrêté après un coup d'État en avril 1984 et exécuté en juillet 1985.

## Biographie
Abdoulaye Touré est né à Kankan le 16 décembre vers 1923, petit-fils de Samory Touré et de Masséré Cissé, fondateur de l'empire du Wassoulou. Il a suivi une formation de médecin à l'École normale William-Ponty et a servi à l'EFA de Bangui à Kankan et Siguiri dans les années 1950.

## Carrière
Il est devenu un membre actif du Parti démocratique de Guinée et a été gouverneur de Boffa et à Nzérékoré, avant d'être ambassadeur au Mali en 1962 et en Algérie en 1968. Il devient ambassadeur de Guinée auprès des Nations Unies en 1970, succédant à Achkar Marof, arrêté l'année précédente. Le 19 juin 1972, il est nommé membre du Comité central et ministre du commerce extérieur. Le 1er juin 1979, il devient ministre des affaires étrangères.  Après le coup d'État qui a suivi la mort de Sékou Touré, il a été arrêté le 3 avril 1984. Il a été exécuté à Kindia en juillet 1985.

## Galerie

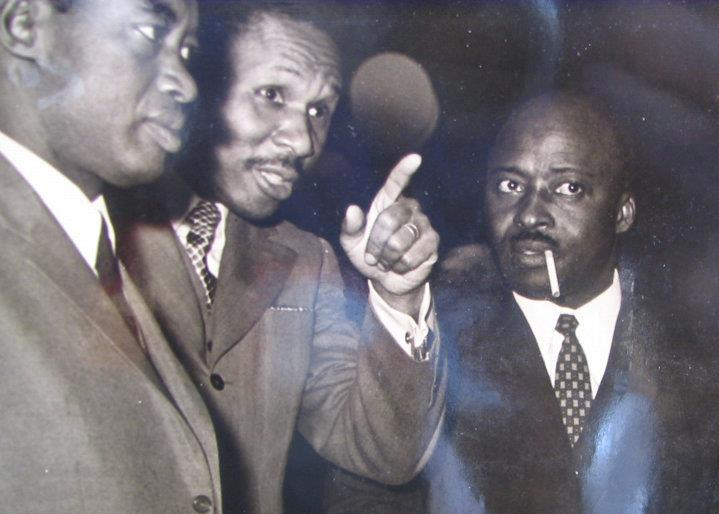
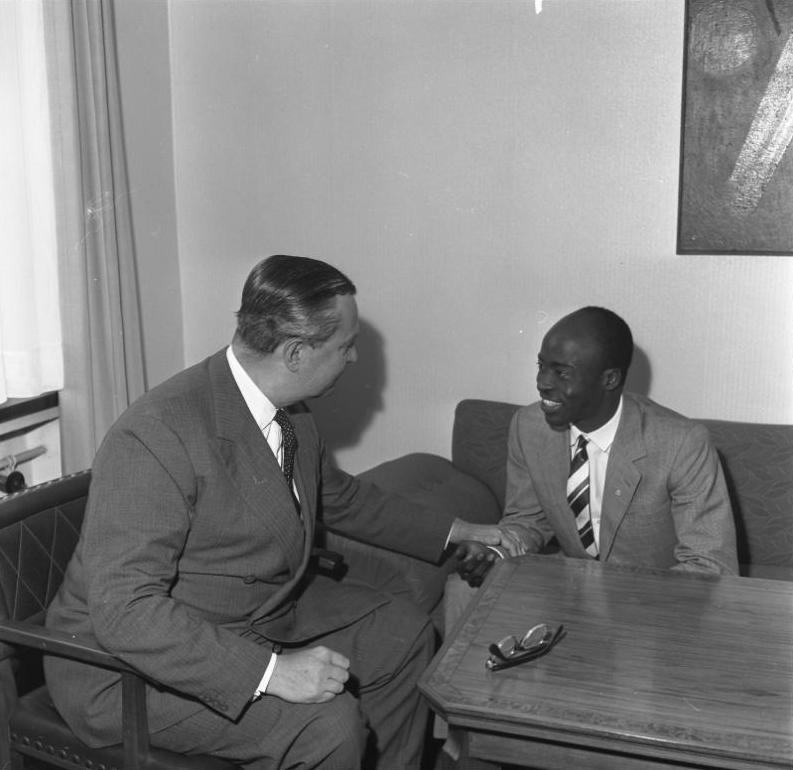
Hasso von Etzdorf et Abdoulaye touré en juillet 1960 en Allemagne.